# Rodrigo Mundaca
Rodrigo Eduardo Alexis Mundaca Cabrera (Santiago, 13 de mayo de 1961) es un ingeniero agrónomo, activista y político chileno de izquierda, promotor del acceso al agua como bien público y derecho básico. Es el actual gobernador de la Región de Valparaíso, cargo que ejerce desde el 14 de julio de 2021. En las elecciones del 24 de noviembre de 2024 resultó nuevamente vencedor, siendo reelecto por un nuevo periodo de cuatro años.
Es miembro del Movimiento de Defensa por el acceso al Agua, la Tierra y la Protección del Medioambiente (MODATIMA),  organización en la que hasta abril de 2022 fungió como vocero nacional. Por su compromiso como activista en este campo, fue galardonado en 2019 con el Premio Internacional de Derechos Humanos de Núremberg.

## Trayectoria

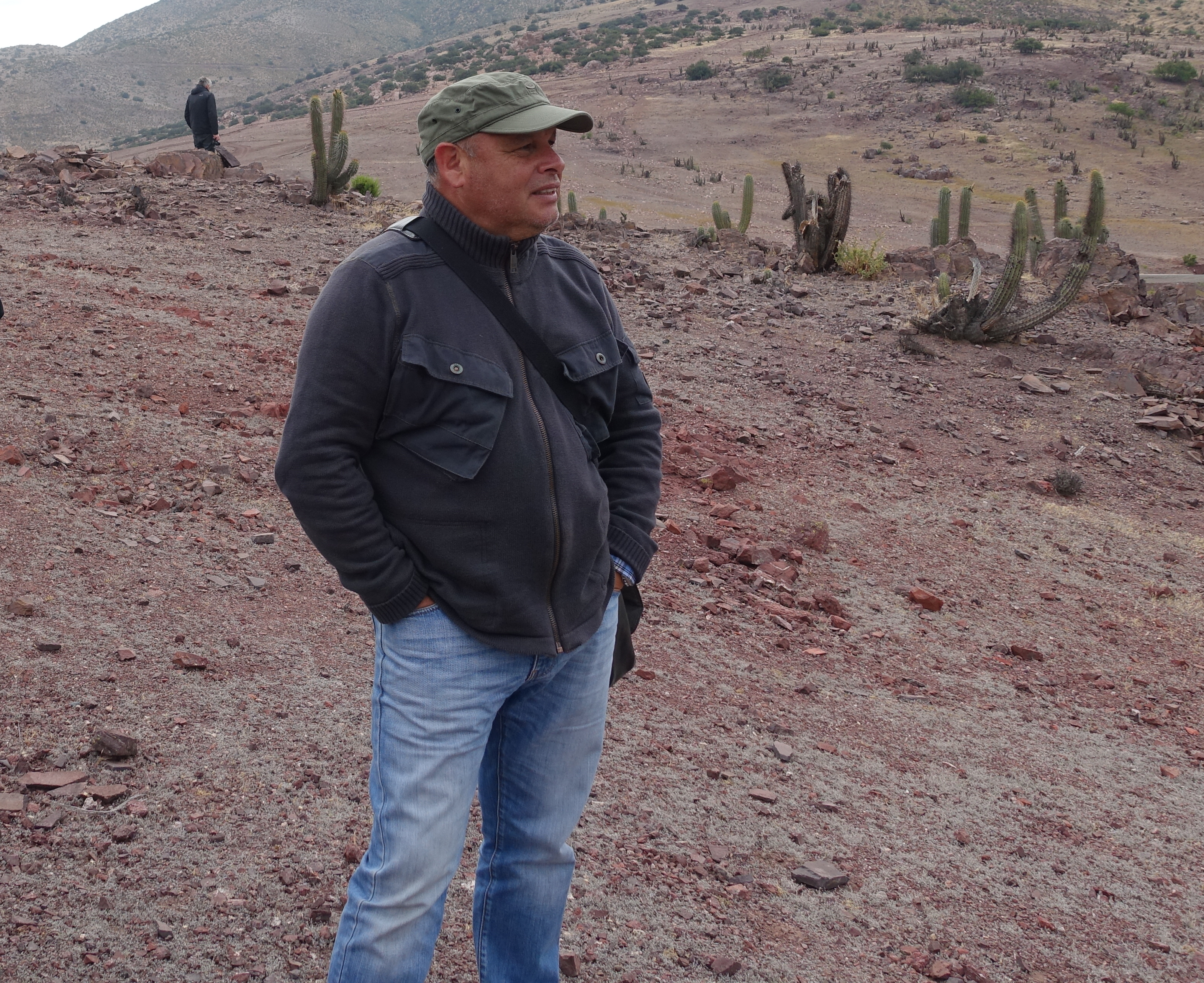
Mundaca en los campos de Petorca, en 2018

En el contexto de sus actividades en defensa del agua, Rodrigo Mundaca fue varias veces perseguido judicialmente en Chile. Entre 2012 y 2014, según destaca el jurado que otorga el premio de Núremberg, Mundaca tuvo que enfrentar a los tribunales de justicia chilenos en 24 ocasiones respondiendo a querellas por sus actos como vocero de la organización que encabeza. El año 2012, Mundaca denunció públicamente el robo de agua por medio de drenes ilegales construidos en torno a los ríos Petorca y La Ligua, señalando los nombres de quienes la usurpaban, principalmente, el exministro democratacristiano Edmundo Pérez Yoma. Como consecuencia de su denuncia pública, fue contradenunciado por injurias con publicidad y posteriormente condenado a un año de firma mensual más una multa de 3 UTM.
Debido al hostigamiento, amenazas y ataques de los que fue objeto y tras una campaña realizada para su defensa por la organización Amnistía Internacional, el tribunal le concedió una protección policial permanente. En junio de 2018, Amnistía Internacional presentó al fiscal regional de Valparaíso, Pablo Gómez Niada, 50 000 firmas exigiendo a las autoridades una protección efectiva para Mundaca y los integrantes de MODATIMA e hizo un llamado a quienes defienden los derechos humanos a llevar ante la justicia a los sospechosos de actos punibles contra estos activistas.
La actividad de Rodrigo Mundaca como vocero nacional de MODATIMA se concentró hasta 2021 en las denuncias de las irregularidades que impiden el acceso al agua, como por ejemplo los drenes ilegales de los ríos Petorca y La Ligua, así como en el consumo irresponsable del recurso hídrico por parte de grandes empresas privadas que, con el masivo monocultivo de paltas (aguacate) en los cerros de la zona, han dejado sin agua a los pequeños agricultores y campesinos, haciendo también escaso el suministro básico de agua domiciliaria en los poblados rurales de toda la provincia de Petorca.

## Carrera política
Como dirigente del Movimiento de Defensa por el acceso al Agua, la Tierra y la Protección del Medioambiente (MODATIMA), en 2020 participó en las primarias para Gobernador Regional de la Región de Valparaíso del Frente Amplio, ganando las elecciones con el 63,92% de los votos, transformándose en el candidato oficial de la coalición para las elecciones de Gobernador Regional de 2021.
En las elecciones de 2021 resultó electo como gobernador de la Región de Valparaíso, tras imponerse en primera vuelta con el 43,71% de los sufragios, transformándose en uno de los tres Gobernadores Regionales electos en primera vuelta. Asumió el cargo el 14 de julio de 2021.
En las elecciones octubre de 2024 se presentó a la reelección como gobernador, candidato independiente del pacto "Por Chile y sus regiones" y obtuvo la mayor votación (33,94%). Una segunda vuelta electoral, fijada para el 24 de noviembre de 2024 —de alcance regional, pero que ha concitado interés y debate nacional— definirá entre su continuidad en el cargo de gobernador o la asunción de su contendiente de la UDI, María José Hoffmann, segunda mayoría en primera vuelta, con 21.64 % de los votos.

## Polémicas
El 23 de abril de 2024, durante una entrevista radial, señaló que estaba dispuesto a debatir sobre la pena de muerte para ciertos delitos, sus comentarios recibieron múltiples críticas tanto del oficialismo como de la oposición al tildar sus dichos como «populistas y demagógicos», acusando que estas declaraciones fueron motivadas únicamente por la elección municipal y de gobernadores de 2024. Entre quienes cuestionaron los dichos del gobernador están el diputado Daniel Melo (PS) quien señaló que restituir la pena de muerte es un «retroceso», mientras el diputado Francisco Undurraga catalogó los dichos de Mundaca como «populistas» y «cortina de humo».

## Publicaciones
Mundaca es autor de numerosos artículos sobre temas medioambientales y en 2015 publicó un libro que resume la problemática del derecho al agua en el contexto de su privatización en Chile, donde sostiene que en Chile existe robo de agua:
- La privatización de las aguas en Chile. Causas y resistencias. Santiago de Chile: América en Movimiento. 2014. ISBN 978-956-358-289-5.

## Historial electoral
| Año  | Tipo       | Tipo                        | Territorio           | Pacto                    | Partido | Votos   | %     | Resultado           |
| ---- | ---------- | --------------------------- | -------------------- | ------------------------ | ------- | ------- | ----- | ------------------- |
| 2020 | Regionales | Primarias del Frente Amplio | Región de Valparaíso | Frente Amplio            | Ind.    | 18 147  | 63.92 | Nominado            |
| 2021 | Regionales | Elección                    | Región de Valparaíso | Frente Amplio            | Ind.    | 298 363 | 43.71 | Gobernador regional |
| 2024 | Regionales | 1.ª vuelta                  | Región de Valparaíso | Por Chile y sus Regiones | Ind.    | 389 284 | 33.90 | Pasa a 2.ª vuelta   |
| 2024 | Regionales | 2.ª vuelta                  | Región de Valparaíso | Por Chile y sus Regiones | Ind.    | 774 079 | 62.51 | Gobernador regional |